# Nathan D. Wendell
Nathan D. Wendell (* 1835 in Fort Plain, New York; † 5. Januar 1886 in Albany, New York) war ein US-amerikanischer Bankier und Politiker.

## Werdegang
Die Jugendjahre von Nathan D. Wendell waren von der Wirtschaftskrise von 1837 und dem Mexikanisch-Amerikanischen Krieg überschattet. Er machte eine Lehre zum Drucker. 1854 zog er dann nach Albany (New York), wo er bei der Merchants' National Bank zu arbeiten begann und es bis zu seinem Tod tat. Wendell wurde dort 1864 Kassierer und 1880 Vizepräsident.
Er gehörte der Republikanischen Partei an. 1872 wählte man ihn zum Treasurer im Albany County. Bei der Präsidentschaftswahl im Jahr 1876 trat er als Wahlmann für Rutherford B. Hayes und William A. Wheeler an. 1884 nahm er als Ersatzdelegierter an der Republican National Convention in Chicago (Illinois) teil. Die Republikanische Partei nominierte ihn 1879 für den Posten des Treasurers of State von New York. Bei der folgenden Wahl im November 1879 errang er einen Sieg und bekleidete dann den Posten von 1880 bis 1881.
Wendell war Miteigentümer der Zeitung Albany Morning Express. Außerdem war er der Insolvenzverwalter der Universal Life Insurance Company in New York City.